# Wakana Ōtaki
Wakana Ōtaki (大滝若奈?, Ōtaki Wakana; Fukuoka, 10 dicembre 1984) è una musicista, compositrice e cantante giapponese, ex cantante del progetto FictionJunction e del gruppo Kalafina.
In seguito nel 2018 ha intrapreso la carriera da solista formando un contratto con la Victor Entertainment, con la quale ha pubblicato tre dischi e un EP. Sua figlia è l’attrice giapponese Akari Takaishi.

## Discografia

### Solista
Album in studio
- Wakana (2019)
- Magic moment (2020)
- Wakana Covers Anime Classics (2020)

EP
- Aki no Sakura (アキノサクラ) (2019)